# 瓦伊利亞維托山
14°16′35″S 70°43′01″W / 14.27639°S 70.71694°W
瓦伊利亞維托山（Huayllahuito），是秘魯的山峰，位於該國東南部普諾大區，由梅爾加省的努尼奧瓦區負責管轄，屬於韋爾卡努塔山脈的一部分，海拔高度約4,800米。